# Glacier d'Orny
Le glacier d'Orny est un glacier de Suisse situé dans le massif du Mont-Blanc.
Il constitue une langue diffluente du glacier du Trient dont une partie des glaces passe le col d'Orny et s'avance dans le haut du vallon d'Arpette de Saleinaz — la combe d'Orny située dans l'axe du glacier plus en aval se trouvant au-delà d'un col peu marqué au niveau du lac d'Orny. Il est dominé au nord par la pointe d'Orny et les aiguilles Tourelles, d'Arpette et du Glacier Rond et au sud par le roc des Plines, la pointe des Ravines Rousses et le Portalet. Les cabanes du Trient et d'Orny se trouvent en bordure du glacier, respectivement au nord-ouest et au nord-est.

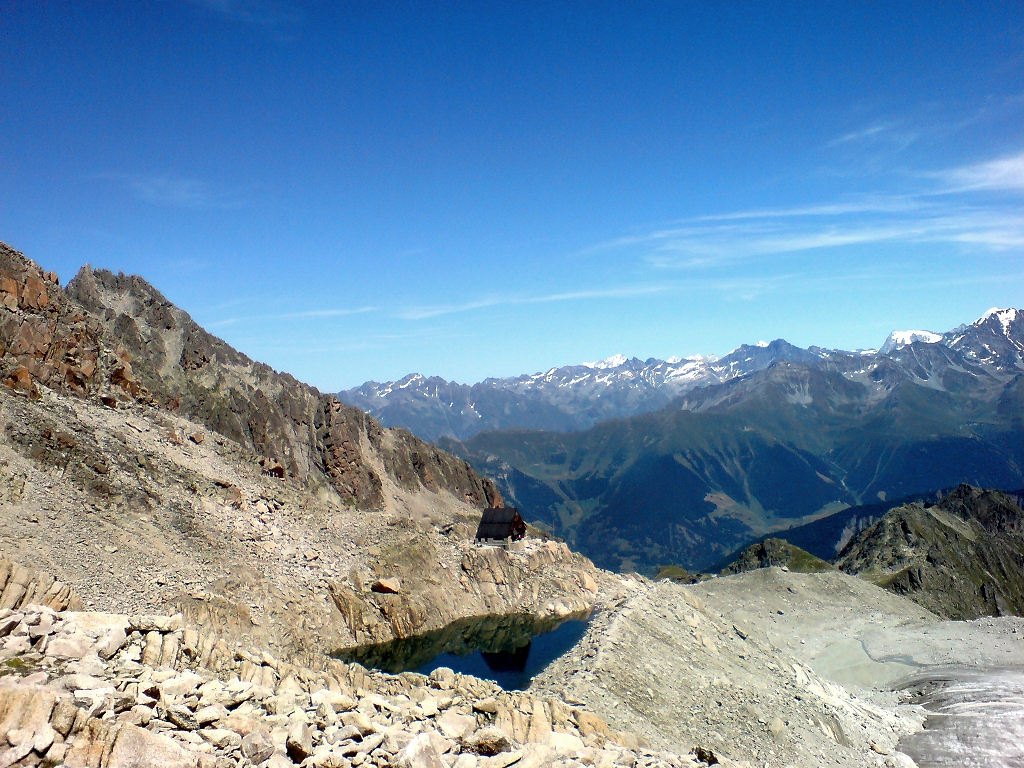
La cabane d'Orny et son lac avec le front glaciaire du glacier d'Orny en contrebas.